# Ketty Romo-Leroux
Ketty Yolanda Romo-Leroux Girón (Guayaquil, 1936 - Ibídem, 31 de mayo de 2019) abogada figura pionera del feminismo en Ecuador.

## Biografía
Abogada activista por el derecho de las mujeres, como jurista luchó por la equidad de género y que las mujeres tuvieran, por ejemplo, igualdad de derechos en el matrimonio, como autora de libros, su última obra fue ‘Apuntes ideológicos’, en 2017, en la que recogía sus textos publicados en diferentes medios de comunicación. 
Romo-Leroux se graduó de Doctora en Jurisprudencia el 12 de diciembre de 1967, además de abogada fue Licenciada en Ciencias Sociales y Políticas, y bachiller en Ciencias de la Educación por el Colegio Rita Lecumberri.
Fundó la Asociación Jurídica Femenina de Guayaquil en mayo de 1966, organización pionera de las reivindicaciones legales de las mujeres.
En su estudio "La mujer, dura lucha por la igualdad" publicado en la Universidad de Guayaquil en 1983, resalta la participación de las mujeres al lado de los hombres, políticos importantes y rescata su presencia en los hechos trascendentes pero siempre como una participación complementaria.
Ketty Romo-Leroux fue la primera ministra jueza de la Corte Superior de Justicia de Guayaquil de 1988 a 1993, notaria décima novena del cantón Guayaquil de 1995 a 2013 y profesora de la Facultad de Jurisprudencia de la Universidad de Guayaquil. Durante sus últimos días fue columnista del diario El Telégrafo.
Tuvo 4 hijos naturales María Fernanda, Lorena y Gustavo Morales, además de su hijo de corazón Nelson Carrión.

## Fallecimiento
Ketty Romo-Leroux falleció a los 83 años en el Hospital de Especialidades Teodoro Maldonado Carbo, de Guayaquil, a las 23:00 del 31 de mayo de 2019.

## Reconocimientos y distinciones
En 1998 recibió una condecoración de parte del Congreso Nacional del Ecuador por su lucha por los derechos de las mujeres. En 2002, también obtuvo un reconocimiento por su lucha a favor de una sociedad más justa, equitativa, digna y solidaria.